# Johannes Wyse (Domherr)
Johannes Wyse (* im 14. Jahrhundert; † 1371) war ein römisch-katholischer Geistlicher und von 1367 bis 1371 Domherr in Münster.

## Leben
Johannes Wyse war Pastor in Wettringen und findet hier 1346 urkundliche Erwähnung. In den Jahren 1356 bis 1361 war er in Warendorf als katholischer Geistlicher tätig. 1367 war er münsterischer Domherr und trat als Zeuge beim Papst in Avignon auf. Er blieb bis zu seinem Tod im Amt als Domherr.